# Femmes au jardin
Femmes au Jardin (em português Mulheres no jardim), é uma pintura do artista impresionista francês Claude Monet. Datado de 1866-1867, é um óleo sobre tela e, actualmente faz parte da colecção do Museu de Orsay, onde estão expostas algumas das maiores obras-primas do impressionismo e do realismo.
O quadro retrata o quotidiano burguês de quatro senhoras, que ocupam a sua manhã a colher flores no jardim, sob a sombra das árvores. Nesta cena primaveril, observa-se a habilidade de Claude Monet na representação do traje feminino. No quadro, o artista também explora intensamente a luz, mostrando um jogo de luzes, estudo que lhe seria muito útil durante o seu percurso impressionista, iniciado poucos anos mais tarde.
O quadro foi relativamente bem recebido no Salon, ao contrário de Impression, soleil levant, apresentado ao público posteriormente.